# Iglesia de San Juan Bautista (Vall d'Alba)
La iglesia parroquial de San Juan Bautista de Vall d'Alba, en la comarca de la Plana Alta, es un templo católico catalogado como Bien de Relevancia Local según la Disposición Adicional Quinta de la Ley 5/2007, de 9 de febrero, de la Generalitat, de modificación de la Ley 4/1998, de 11 de junio, del Patrimonio Cultural Valenciano (DOCV Núm. 5.449 / 13/02/2007), y, con código 12.05.124-001.
Pertenece a la Diócesis de Segorbe-Castellón.

## Historia y descripción
El actual templo, dedicado a San Juan Bautista y a la Purísima Concepción, no es la primera iglesia que hubo en Vall d'Alba. Un edificio mucho más antiguo y con San Antonio como advocación del templo, se elevaba en la plaza de San Antonio. Se cree que la primitiva iglesia era de época de reconquista, y quedó destruida en 1937. La iglesia de San Juan Bautista y la Purísima Concepción, data de inicios del siglo XX, 1902.
Para el centenario de su edificación se llevaron a cabo diversas obras de mejora, como la incorporación de nuevos retablos de madera, uno de ellos un retablo mayor de tres bloques (principal –con ocho tallas, tres imágenes de las cuales que ya existían en la parroquia-, y dos laterales). Se han realizado seis retablos de madera de cedro, con imágenes del vía crucis, talladas a mano.
Además, en su interior se puede contemplar una imagen de la Virgen del Lledó, bendecida en la Basílica del Lledó, y entronizada en la parroquia de San Juan Bautista y la Purísima Concepción de Vall d’Alba. La imagen es obsequio de un vecino a la Cofradía del Cristo de la Esperanza, la cual ha dispuesto que la imagen esté, para su veneración, en su altar, junto a la imagen del Cristo titular de esta asociación religiosa.
Además se han realizado intervenciones en parte de su tesoro parroquial, destacando, de entre otras, la restauración de la Sagrada Custodia procesional de la iglesia parroquial del municipio, costeada por el ayuntamiento, dentro de su programa de recuperación del patrimonio artístico del municipio.